# 22 août en sport
22 juillet 22 septembre
Chronologies thématiques
- Croisades
- Ferroviaires
- Disney

Le 22 août (234e jour de l'année ou 235e en cas d'année bissextile) en sport.

## Événements

### XIXesiècle
- 1851 :

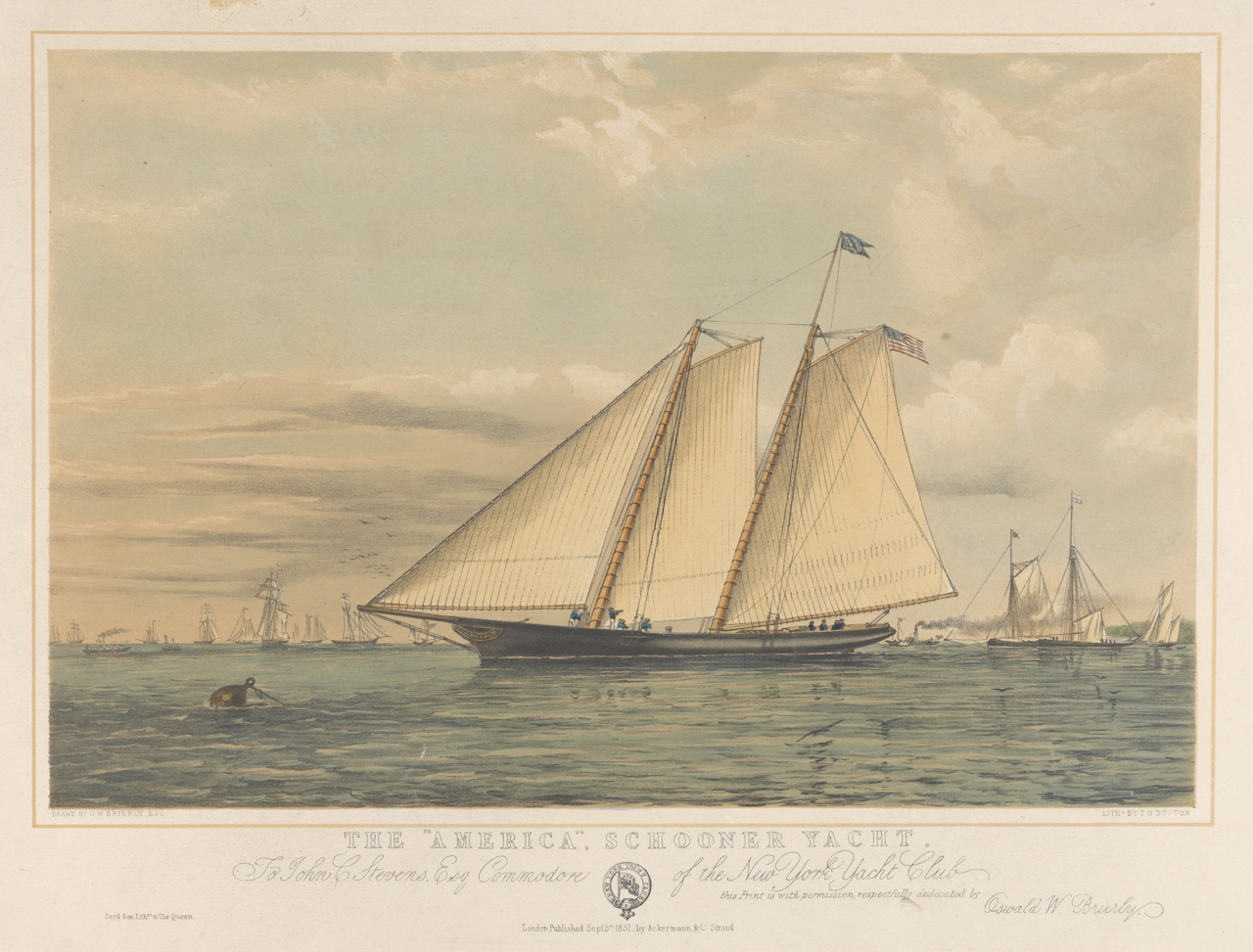
Le yacht America (1851)

  - (Voile) : régate organisée autour de l'Île de Wight. Le voilier Américain America s’impose sur le parcours de 53 miles face à 14 bateaux britanniques. Cette défaite sera à l'origine de l'organisation d'une régate destinée à remettre en jeu le trophée : la Coupe de l'America (depuis 1870).
- 1885 :
  - (Tennis/Grand Chelem) : en finale du Championnat national de tennis des États-Unis, victoire de l'Américain Richard Sears en simple et sur le double associé à Joseph Clark.
- 1887 :
  - (Tennis /Grand Chelem) : début du Championnat national de tennis des États-Unis, messieurs dont la finale aura lieu le 30 août 1887.
- 1897 :
  - (Compétition automobile) : Lyon-Uriage–Lyon remporté par Étienne Giraud.

### XXesièclede1901à1950
- 1922 :
  - (Omnisports) : à Paris, ouverture des premiers Jeux mondiaux féminins devant plus de 20 000 spectateurs au Stade Pershing. À cette occasion, 18 records du monde féminins sont battus ou établis en athlétisme dans la journée.
- 1926 :
  - (Athlétisme) : à Brunswick, l'Allemande Gundel Wittmann porte le record du monde féminin du 100 mètres à 12 s 4/10. Ce record tiendra près de deux ans.
  - (Football) : la Juventus FC est championne d'Italie pour la deuxième fois de son histoire après le titre gagné en 1905.
- 1937 :
  - (Compétition automobile) : Grand Prix automobile de Suisse.
- 1950 :
  - (Athlétisme) : à Eskilstuna, l'Américain James Fuchs porte le record du monde du lancer du poids à 17,95 m. Ce record tiendra près de trois ans.

### XXesièclede1951à2000
- 1954 :

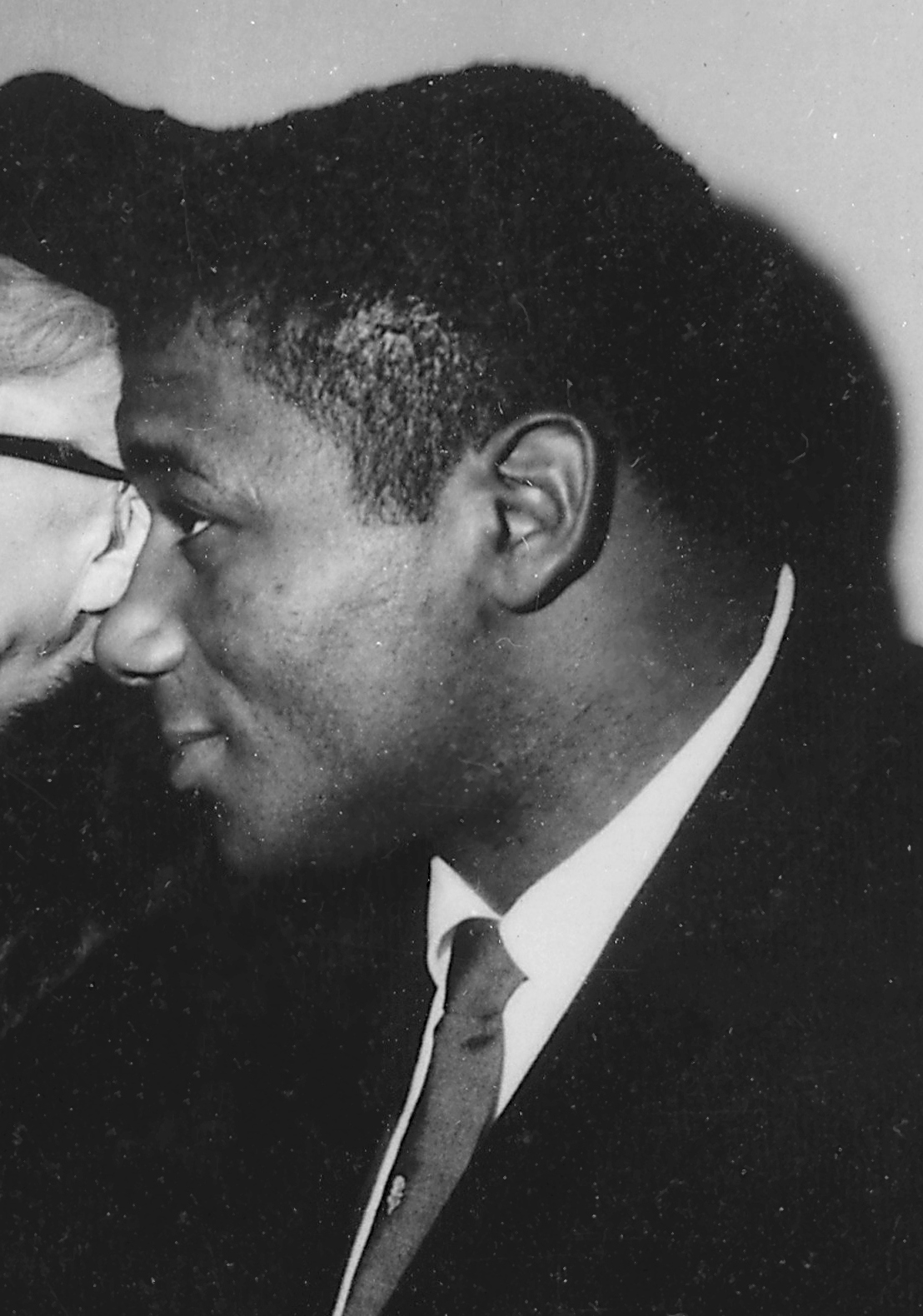
Floyd Patterson

  - (Formule 1) : Grand Prix automobile de Suisse.
- 1957 :
  - (Boxe) : à Seattle, Floyd Patterson conserve son titre de champion du monde des poids lourds à la boxe en battant Pete Rademacher par K.O. à la 6e reprise.
- 1983 :
  - (Natation) : à Caracas, l'équipe des États-Unis, composée de Rowdy Gaines, Steve Lundquist, Matt Gribble et Rick Carey porte le record du monde du relais 4 × 100 m 4 nages à 3 min 40 s 42/100.
- 1984 :
  - (Athlétisme) : à Zurich, l'Américaine Evelyn Ashford porte le record du monde féminin du 100 mètres en 10 s 76/100. Ce record tiendra près de quatre ans.
- 1995 :
  - (Athlétisme) : Daniela Bártová porte le record du monde du saut à la perche féminin à 4,21 mètres.

### XXIesiècle
- 2005 : 

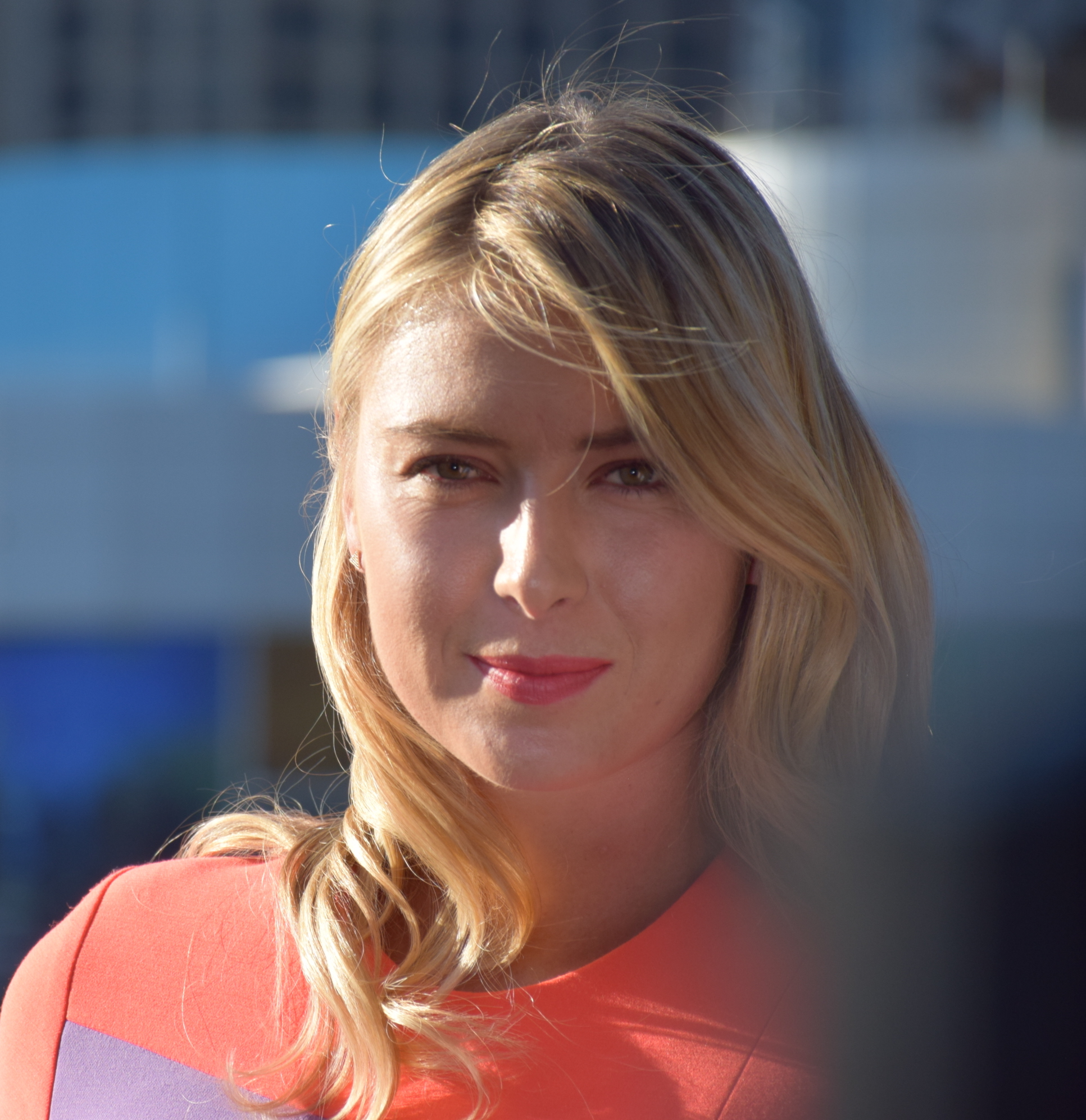
Maria Sharapova

  - (Tennis) La joueuse de tennis russe Maria Sharapova devient n° 1 mondiale pour la première fois de sa carrière.
- 2015 :
  - (Athlétisme /Championnats du monde) : début des 15e championnats du monde d'athlétisme qui se déroulent au Stade national de Pékin jusqu'au 30 août 2015. Sur le 10 000 mètres hommes, victoire du Britannique Mohamed Farah, sur le marathon hommes, victoire de l'Érythréen Ghirmay Ghebreslassie. Au lancer du poids femmes, victoire de l'Allemande Christina Schwanitz.
  - (Sports équestres /Championnats d'Europe de dressage et de saut d'obstacles) : en voltige Pas de deux, victoire des Britanniques Rebecca Norval et Andrew Mclachlan et en freestyle, victoire de l'Autrichien Dominik Eder.
- 2016 :
  - (Cyclisme sur route /Tour d'Espagne) : sur la 3e étape du Tour d'Espagne 2016, victoire du Français Alexandre Geniez et l'Espagnol Rubén Fernández Andújar prend la tête du classement général.
- 2017 :
  - (Cyclisme sur route /Tour d'Espagne) : sur la 4e étape du Tour d'Espagne 2017 qui relie Escaldes-Engordany à Tarragone, sur une distance de 198,2 kilomètres, victoire de l'Italien Matteo Trentin. Le Britannique Christopher Froome conserve le maillot rouge.
  - (Lutte /Championnats du monde) : sur la 2e journée, chez les hommes en gréco-romaine, victoire en -59 kg du Japonais Kenichiro Fumita, victoire en -66 kg du Sud-Coréen Ryu Han-su, victoire en -80 kg de l'Arménien Maksim Manukyan et victoire en +130 kg du Turc Rıza Kayaalp.
- 2021 :
  - (Compétition automobile /Endurance) : sur l'édition 2021 des 24 Heures du Mans, victoire de la Toyota n°7 piloté par le Britannique Mike Conway, le Japonais Kamui Kobayashi et l'Argentin José María López.
  - (Cyclisme sur route /Tour d'Espagne) : sur la 9e étape du Tour d'Espagne qui se déroule entre Puerto Lumbreras et l'Alto de Velefique, sur une distance de 188 km, victoire de l'Italien Damiano Caruso. Le Slovène Primož Roglič conserve le maillot rouge.
  - (Voile /Solitaire) : départ de Saint-Nazaire, de la 52e édition de la Solitaire du Figaro avec 34 skippers de 7 nationalités différentes et qui se terminera en septembre 2021[1].
- 2024 :
  - (Cyclisme sur route /Tour d'Espagne) : sur la 6e étape du Tour d'Espagne qui se déroule entre Jerez de la Frontera et Yunquera en Andalousie, sur une distance de 181 km, victoire de l'Australien Ben O'Connor après une échappée qui s'empare du Maillot rouge.
- 2025 :
  - (Volley-ball / Championnat du monde féminin) : début de la 20e édition du Championnat du monde féminin qui se déroule en Thaïlande jusqu'au 7 septembre.

## Naissances

### XIXesiècle
- 1881 :
  - Johan Hübner von Holst, tireur suédois. Médaillé d'argent du 50+100 yd petite carabine par équipes aux Jeux de Londres 1908 puis champion olympique du pistolet à 30 m par équipes et de la petite carabine à 25 m par équipes, médaillé d'argent de la petite carabine à 25 m individuel puis médaillé de bronze du pistolet tir rapide à 25 m individuel aux Jeux de Stockholm 1912. († 13 juin 1945).
- 1896 :
  - Frank Loomis, athlète de haies américain. Champion olympique du 400m haies aux Jeux D'Anvers 1920. Détenteur du Record du monde masculin du 400 mètres haies du 16 août 1920 au 4 octobre 1925. († 4 avril 1971).
- 1897 :
  - Bill Woodfull, joueur de cricket australien. (35 sélections en test cricket). († 11 août 1965).

### XXesièclede1901à1950
- 1908 :
  - Erwin Thiesies, joueur de rugby à XV puis entraîneur allemand. (10 sélections en équipe nationale). Sélectionneur de l'équipe d'Allemagne de l'est de 1951 à 1972. († 18 février 1993).
- 1909 :
  - Mel Hein, joueur de foot U.S. américain. († 31 janvier 1992).
- 1922 :
  - William de Rham, cavalier de sauts d'obstacles suisse.
- 1924 :
  - Juan Carlos González, footballeur uruguayen. Champion du monde de football 1950. (7 sélections en équipe nationale). († 15 février 2010).
- 1926 :
  - Red Fisher, journaliste de hockey sur glace canadien. († 19 janvier 2018).
- 1930 :
  - Gilmar, footballeur brésilien. Champion du monde de football 1958 et 1962. Vainqueur des Copa Libertadores 1962 et 1963. (94 sélections en équipe nationale). († 25 août 2013).
- 1938 :
  - Miodrag Nikolić, basketteur yougoslave puis serbe.
- 1939 :
  - Carl Yastrzemski, joueur de baseball américain.
- 1941 :
  - Bill Parcells, joueur de foot U.S. américain.
- 1942 :
  - Harald Norpoth, athlète de demi-fond et de fond allemand. Médaillé d'argent du 5 000m aux Jeux de Tokyo 1964.
- 1943 :
  - Jimmy Heuga, skieur alpin américain. Médaillé de bronze en slalom aux Jeux d'Innsbruck 1964. († 8 février 2010).
  - Tamara Pangelova, athlète de demi-fond soviétique puis ukrainienne.
- 1947 :
  - Manfred Klein, rameur d'aviron allemand. Champion olympique en huit aux Jeux de Séoul 1988 puis de bronze aux Jeux de Barcelone 1992. Champion du monde d'aviron en huit 1991.
- 1950 :
  - Ray Burris, joueur de baseball américain.

### XXesièclede1951à2000
- 1956 :
  - Paul Molitor, joueur de baseball américain.
- 1957 :
  - Steve Davis, joueur de billard anglais. Champion du monde de snooker 1981, 1983, 1984, 1987, 1988 et 1989.
- 1962 :
  - Viktor Bryzhin, athlète de sprint soviétique puis ukrainien. Champion olympique du relais 4 × 100 m aux Jeux de Séoul 1988. Champion d'Europe d'athlétisme du relais 4 × 100 m 1986.
  - Stefano Tilli, athlète de sprint italien.
- 1963 :
  - Terry Catledge, basketteur américain.
  - Gilles Rousset, footballeur français. (2 sélections en équipe de France).
- 1964 :
  - Mats Wilander, joueur de tennis puis consultant TV suédois. Vainqueur des tournois de Roland Garros 1982, 1985 et 1988 des Open d'Australie 1983, 1984 et 1988, de l'US Open de tennis 1988, des Coupe Davis 1984, 1985 et 1987.
- 1965 :
  - Wendy Botha, surfeuse australienne puis sud-africaine.
  - Patricia Hy, joueuse de tennis hongkongaise puis canadienne.
  - Yvonne Mai-Graham, athlète de demi-fond est-allemande, allemande puis jamaïcaine.
- 1966 :
  - Alain Rolland, joueur de rugby à XV puis arbitre irlandais. (3 sélections en équipe nationale).
  - Rob Witschge, footballeur néerlandais. Vainqueur de la Coupe d'Europe des vainqueurs de coupe 1987. (31 sélections en équipe nationale).
- 1967 :
  - Paul Ereng, athlète de demi-fond kényan. Champion olympique du 800m aux Jeux de Séoul 1988.
  - Robert Leroux, épéiste français. médaillé de bronze par équipes aux Jeux d'Atlanta 1996. Champion du monde d'escrime par équipes 1994.
- 1968 :
  - Endrio Leoni, cycliste sur route italien.
  - Alexander Mostovoï, footballeur russe. (65 sélections en équipe nationale).
  - Horst Skoff, joueur de tennis autrichien. († 7 juin 2008).
- 1970 :
  - Ricco Groß, biathlète allemand. Champion olympique du relais 4 × 7,5 km et médaillé d'argent du sprint 10 km aux Jeux d'Albertville 1992 et aux Jeux de Lillehammer 1994, champion olympique du relais 4 × 7,5 km aux Jeux de Nagano 1998 et aux Jeux de Turin 2006, médaillé d'argent du relais 4 × 7,5 km et de bronze du 12,5 km poursuite aux Jeux de Salt Lake City 2002. Champion du monde de biathlon du relais 4 × 7,5 km 1991 et 1995, du 20 km individuel et du relais 4 × 7,5 km 1997, de la poursuite 12,5 km 1999 ainsi que de la poursuite 12,5 km et du relais 7,5 km 2003 puis 2004.
  - Timea Nagy, épéiste hongroise. Championne olympique en individuelle aux Jeux de Sydney 2000 et aux Jeux de d'Athènes 2004. Championne du monde par équipes en 1992, 1993, 1995, 1997 et 1999 puis en individuelle 2006. Championne d'Europe d'Escrime de l'épée individuelle 1995.
- 1971 :
  - Oswald Haselrieder, lugeur italien. Médaille de bronze en luge biplace aux Jeux de Turin 2006.
- 1972 :
  - Max Wilson, pilote de course automobile brésilien.
- 1973 :
  - Eurelijus Žukauskas, basketteur lituanien. Médaillé de bronze aux Jeux d'Atlanta 1996 et aux Jeux de Sydney 2000. Champion d'Europe de basket-ball 2003. Vainqueur de la Coupe Saporta 1998, de l'Euroligue 1999 et de l'EuroChallange 2004.
- 1974 :
  - Agustín Pichot, joueur de rugby à XV argentin. (64 sélections en équipe nationale).
- 1975 :
  - Franco Squillari, joueur de tennis argentin.
- 1976 :
  - Marlies Oester, skieuse suisse.
- 1978 :
  - Kutre Dulecha, athlète de demi-fond et de fond éthiopienne. Championne du monde de cross-country court 2000.
  - Ioánnis Gagaloúdis, basketteur grec.
- 1980 :
  - Grégory Leca, footballeur français.
- 1981 :
  - Nancy Langat, athlète de demi-fond kényane. Championne olympique du 1 500 m aux Jeux de Pékin de 2008. Championne d'Afrique d'athlétisme du 800 m 2004 et du 1 500 m 2010.
  - Romain Terrain, joueur de rugby à XV français.
- 1982 :
  - Zivko Gocic, joueur de water-polo serbe.
- 1983 :
  - Theo Bos, cycliste sur route et sur piste néerlandais. Médaille d'argent en vitesse individuelle aux Jeux d'Athènes 2004. Champion du monde de cyclisme sur piste de la vitesse individuelle 2004 et 2007, champion du monde de cyclisme sur piste du kilomètre 2005 puis champion du monde de cyclisme sur piste du keirin et de la vitesse individuelle 2006.
- 1985 :
  - Jens Byggmark, skieur suédois.
  - Reto Hollenstein, cycliste sur route suisse.
  - Salih Yoluç, pilote de course automobile d'endurance turc.
- 1986 :
  - Andray Blatche, basketteur américano-philippin.
- 1987 :
  - Gianluca Brambilla, cycliste sur route italien.
  - Mischa Zverev, joueur de tennis allemand.
- 1988 :
  - Artyom Dziouba, footballeur russe. (55 sélections en équipe nationale).
  - Mitchell Langerak, footballeur australien. (8 sélections en équipe nationale).
- 1989 :
  - Giacomo Bonaventura, footballeur italien. (18 sélections en équipe nationale).
- 1990 :
  - Daniela Montoya, footballeuse colombienne. (54 sélections en équipe nationale).
- 1991 :
  - Ysaora Thibus, fleurettiste française. Médaillée d'argent par équipes aux jeux de Tokyo 2020. Médaillée d'argent par équipes aux Mondiaux d'escrime 2013 puis médaillée de bronze par équipes à ceux de 2014, 2015, 2016 et en individuelle en 2017 puis médaillée d'argent en individuelle  et de bronze par équipes 2018 puis championne du monde en individuelle et médaillée de bronze par équipes 2022. Médaillée d'argent par équipes aux CE d'escrime 2012, médaillée d'argent par équipes et de bronze en individuelle aux CE d'escrime 2013 puis médaillée de bronze par équipes aux CE d'escrime 2014, 2015 et 2016 ainsi que médaillée de bronze en individuelle aux CE d'escrime 2017, de bronze par équipes 2018, médaillée d'argent par équipes et de bronze en individuelle 2019 puis médaillée d'argent par équipes 2023.
- 1992 :
  - Christophe Hérelle, footballeur français.
- 1993 :
  - Laura Dahlmeier, biathlète allemande.Championne olympique du sprint et de la poursuite puis médaillée de bronze en individuelle aux Jeux de PyeongChang 2018. Championne du monde de biathlon du relais 4 × 6 km 2015, de la poursuite 2016 puis en individuelle, de la poursuite, de la Mass Start, du relais 4 × 6 km et du relais mixte 2017. († 28 juillet 2025).
  - Lucas Savoye, hockeyeur sur glace français.
- 1994 :
  - Astou Ndour, basketteuse sénégalaise puis espagnole. Médaillé d'argent aux Jeux de Rio 2016. Championne d'Europe féminin de basket-ball 2019. (34 sélections en équipe nationale).
  - Taurean Prince, basketteur américain.
- 1998 :
  - Koumba Larroque, lutteuse française. Médaillée de bronze des -69 kg aux Mondiaux de lutte 2017, d'argent des -68kg 2018 et de bronze des -65 kg 2022. Médaillée de bronze des -69 kg aux CE de lutte 2017, d'argent des -69 kg 2018, championne d'Europe de lutte des - 68 kg 2021 puis médaillée de bronze des -68kg 2023.
  - Taishi Matsumoto, footballeur japonais.
- 1999 :
  - Yuya Oki, footballeur japonais.

### XXIesiècle
- 2001 :
  - LaMelo Ball, basketteur américain.
- 2002 :
  - Kenza Chapelle, footballeuse franco-marocaine. (3 sélections avec l'équipe du Maroc).

## Décès

### XXesièclede1901à1950
- 1947 :
  - Hans Eicke, 62 ans, athlète de sprint allemand. Médaillé d'argent du relais olympique aux Jeux de Londres 1908. (° 1er décembre 1884).

### XXesièclede1951à2000
- 1962 :
  - Charles Rigoulot, 58 ans, haltérophile et pilote de courses automobile français. Champion olympique des -82,5 kg aux Jeux de Paris 1924. (° 3 novembre 1903).
- 1996 :
  - Eugène Abautret, 72 ans, footballeur français. (° 10 avril 1924).

### XXIesiècle
- 2008 :
  - Robert Pintenat, 60 ans, footballeur puis entraîneur français. (3 sélections en équipe de France). Sélectionneur de l'équipe du Gabon de 1991 à 1992. (° 1er mai 1948).
- 2012 :
  - Houssaine Anafal, 59 ans, footballeur marocain. (° 15 septembre 1952).
- 2019 :
  - Junior Agogo, 40 ans, footballeur ghanéen.(° 1er août 1979).